# Avala
Die Avala (serbisch-kyrillisch Авала) ist ein 511 m hoher Berg in Serbien, rund 18 km südlich des Belgrader Stadtzentrums. Der baumreiche Berg steht seit 1859 unter Naturschutz. Im Mittelalter war er ein strategisch wichtiger Punkt, von welchem aus die Zufahrt nach Belgrad kontrolliert werden konnte. 1938 wurde auf der Spitze der Avala ein Mausoleum zum Gedenken an die serbischen Helden des Ersten Weltkriegs errichtet. Das Denkmal des Unbekannten Soldaten ist ein Werk von Ivan Meštrović. Nicht weit vom Mausoleum erhebt sich ein Denkmal für die sowjetischen Kriegsveteranen. Auf der Avala steht der nach dem Berg benannte Fernsehturm Avala, der bei einem NATO-Luftangriff 1999 zerstört und 2009 wieder aufgebaut wurde.